# Jennifer Pierce
Jennifer Pierce, più nota come Fulmine, è un personaggio dei fumetti pubblicati dalla DC Comics. È una supereroina, membro della Justice Society of America, figlia minore di Fulmine Nero e sorella dell'eroina Thunder. La versione corrente di Fulmine debuttò in Justice Society of America (vol. 3) n. 12 (marzo 2008), e fu aggiornata da Geoff Johns e Dale Eaglesham.

## Storia editoriale
Fulmine comparve per la prima volta nella miniserie DC Kingdom Come di Mark Waid ed Alex Ross, un racconto di un possibile futuro distopico. Lei si trova nella generazione senza legge di supereroi che ascendono dopo il ritiro di Superman. Anche se non è identificato nella storia, materiale supplementare nella raccolta della serie si riferisce a lei come alla "figlia metaumana di Fulmine Nero". Durante il corso della storia, Fulmine unisce le sue forze a quelle della squadra sotto copertura di Batman mentre tentano di reclamare il pianeta per una normale umanità. Non è chiaro se sopravvisse all'esplosione della bomba che uccise la maggior parte dei super umani al termine del fumetto.
Una versione di Fulmine fu successivamente introdotta nel flusso temporale principale dell'Universo DC da Geoff Johns e Dale Eaglesham, debuttando in Justice Society of America vol. 3 n. 12 (marzo 2008).

## Biografia del personaggio
Jennifer Pierce è la figlia minore del supereroe Fulmine Nero (Jefferson Pierce) e della sua ex-moglie Lynn Stewart. Ereditò il metagene da suo padre e questo le fece manifestare i super poteri quando raggiunse la pubertà. Tuttavia, proprio come suo padre quando era giovane, mancò dell'abilità di controllare appropriatamente i suoi poteri elettrici. Questo causò l'abbreviamento di utilizzo di ogni apparecchio elettrico da lei toccato. Questo effetto collaterale la lasciò con un sentimento di alienazione e capriccio tra i suoi coetanei, che avevano accesso ai telefoni cellulari, alle televisioni, ad internet ed altre convenienze del mondo moderno.
Jefferson proibì inizialmente a sua figlia di seguire le sue orme come eroina in costume finché non avesse terminato la scuola. Dopo aver visto su quale via accidentata si stava dirigendo la sua figlia maggiore Anyssa quando disobbedì a questo ordine per diventare la supereroina Thunder, Jefferson decise che Jennifer avrebbe necessitato di una guida. Così contattò la Justice Society of America, che guarda caso era nel mezzo di nuovi reclutamenti.
Dopo essersi unita alla JSA, Jennifer formò subito un legame con le sue compagne di squadra Stargirl e Cyclone. Attrasse anche l'interesse romantico di Jakeem Thunder, un altro giovane membro della squadra. Jennifer fu inizialmente insicura sul suo nome da supereroina, credendo che sua sorella l'avrebbe "uccisa" se avesse adottato il nome Fulmine come contrappunto a quello di Anyssa. Nondimeno, questo fu il nome che adottò quando combatté per la prima volta con la JSA.

### La notte più profonda/Nel giorno più splendente
Durante gli eventi di La notte più profonda, Jennifer fu mostrata mentre cercava disperatamente di combattere l'invasione delle Lanterne Nere su Manhattan insieme ai suoi compagni di squadra. Jennifer e Stargirl cercarono di aiutare Power Girl durante la sua battaglia con la Lanterna Nera Kal-L, ma le giovani eroine riuscirono facilmente a sconfiggerla. Mr. Terrific finì per utilizzare le abilità elettriche di Fulmine come parte di una gigantesca bomba progettata per mimare le abilità di Jakeem, cosa che infine distrusse tutte le Lanterne Nere presenti a New York.
Nell'evento seguente, Nel giorno più splendente, Fulmine viene mostrata sulla copertina dell'imminente crossover JLA/JSA, battendosi contro l'impazzito Alan Scott al fianco dei suoi compagni di squadra e alla Justice League of America. Lo scrittore James Robinson menzionò che volle utilizzare proprio lei, e che la considerava "un personaggio davvero sottoutilizzato ma grande".
Comparve di nuovo insieme alle sue compagne Stargirl, Supergirl e Batgirl, come parte della squadra di eroine creata da Wonder Woman per respingere un'invasione aliena a Washington.
Fulmine giocò poi un ruolo fondamentale durante il primo incontro della squadra con il nuovo criminale Scythe, utilizzando le sue abilità elettriche per aiutare a sconfiggerlo. Quando la JSA scelse di rimanere e aiutare a ricostruire il Monument Point della città (che ricevette numerosi danni a causa della battaglia contro Scythe), Fulmine fu attaccata e quasi uccisa da un criminale chiamato Dottor Caos, ma fu poi resuscitata da Dottor Fate.
Quando i membri della JSA giunsero a casa di Anyssa Pierce e della sua ragazza Grace nel tentativo di arrestare il fuggitivo Fulmine Nero, Fulmine si alleò con la sua squadra e ingaggiò un combattimento con sua sorella. Si scoprì che c'era della frizione tra le due ragazze, quando Anyssa affermò che Jennifer era sempre stata considerata la preferita, mentre espresse anche la gelosia sul fatto che le fu permesso di seguire la via eroica fin da giovane. Dottor Fate infine fermò il combattimento, e Fulmine Nero si costituì alle autorità.

## Poteri e abilità
Come suo padre, Fulmine possiede il potere della manipolazione dell'elettricità. È in grado di generare energia elettrica e di proiettarla come lampi concentrati dalle mani. È anche in grado di volare generando un campo di repulsione elettromagnetica localizzato. Quando manifesta il suo potere, il corpo di Jennifer viene circondato da un'aura elettrica brillante con spine a forma di elettricità sulla sua testa e sulla sua schiena. Questo effetto è involontario, anche se dimostrò l'abilità di ritornare alla sua forma umana.
Essendo è una giovane eroina senza esperienza, Fulmine non ha il pieno controllo dei suoi poteri. Per questo motivo, tra l'altro, riduce notevolmente la carica di ogni dispositivo elettrico dotato di batteria con cui viene a contatto. Non è ancora chiaro se un adeguato addestramento possa far emergere nuove abilità attualmente sconosciute.

## Altri media

### Televisione
- Una versione adolescente di Fulmine comparve nel corto Thunder e Lightning dei DC Nation Shorts.